# 12 O'Clock High: Bombing the Reich
12 O'Clock High: Bombing the Reich là một wargame máy tính năm 1999 do hãng TalonSoft phát triển và phát hành. Được thiết kế bởi Gary Grigsby và Keith Brors, nó là phần tiếp theo của Battle of Britain và là phần tiếp theo tinh thần của wargame năm 1985 U.S.A.A.F. - United States Army Air Force.

## Lối chơi
Trò chơi mô phỏng chiến dịch ném bom chiến lược của quân Đồng Minh chống lại quân Đức trong Thế chiến II. Hệ thống chiến đấu ngày và đêm được phân ra. Điểm tổng thể của người chơi được đánh giá bởi những điều sau: tài sản thế chấp của ngành công nghiệp Đức, tài sản thế chấp của thị trấn Đức và tiến độ hoàn thành sản xuất của Luftwaffe. Trò chơi có các tùy chọn chơi nối mạng.

## Phát triển
Trò chơi được thiết kế bởi Gary Grigsby và Keith Brors. Trò chơi sử dụng lại game engine và giao diện từ tựa game trước của Grigsby với TalonSoft, Battle of Britain. Battle of Britain đã đánh dấu sự trở lại của Grigsby với thể thức wargame không chiến, điều mà ông đã không thử kể từ U.S.A.A.F. - United States Army Air Force. Trong khi Battle of Britain là tựa game kế thừa của U.S.A.A.F., Alan Dunkin của GameSpot đã mô tả 12 O'Clock High là "phần tiếp theo thực sự" của tựa game cũ hơn, vì nó đề cập đến chủ đề giống hệt nhau.

## Đón nhận
Bruce Grey của GameSpot thừa nhận trò chơi đã được nghiên cứu tỉ mỉ, nhưng kết quả cuối cùng là tầm thường. David Chong của CDMag đã so sánh "giao diện khủng khiếp" và "game engine không thể tưởng tượng được" với engine được sử dụng trong Battle of Britain. John Thompson của The Adrenaline Vault nghĩ rằng "chi tiết chính xác", "độ chính xác lịch sử" và "chiều sâu trong lối chơi" của trò chơi đã khiến nó đi vào di sản của wargame Panzer Blitz thuộc hãng Avalon Hill.